# Звук металла
«Звук металла» (англ. Sound of Metal) — американский драматический фильм 2019 года режиссёра Дариуса Мардера по его же сценарию. Главную роль в нём сыграл Риз Ахмед, во второстепенных ролях снялись Оливия Кук, Пол Рейси, Лорен Ридлофф, Матьё Амальрик. Картина была впервые показана на кинофестивале в Торонто в сентябре 2019 года и вышла в прокат в ноябре 2020 года. Она получила высокие оценки критиков (в первую очередь за режиссуру и игру Ахмеда) и шесть номинаций на «Оскар»: «Лучший фильм», «Лучший актёр», «Лучший актёр второго плана», «Лучший оригинальный сценарий», «Лучший монтаж», «Лучший звук». В двух последних категориях была одержана победа. «Звук металла» был номинирован и на ряд других кинонаград («Независимый дух», BAFTA и др.), причём в ряде случаев победил.

## Сюжет
Главный герой фильма — барабанщик Рубен, участник метал-дуэта Blackgammon, в котором он выступает со своей девушкой Лу. Он живёт в кемпере и ездит с гастролями по США. У Рубена начинается серьёзное ухудшение слуха, и помочь могут только дорогостоящие кохлеарные импланты. Доктор советует герою избегать громких звуков, но тот продолжает играть. Лу решает перестать выступать и находит сельский приют для глухих, которым управляет Джо (алкоголик в завязке, потерявший слух во Вьетнаме). Рубен уезжает из приюта, потому что Лу не позволяют жить с ним, и хочет установить имплантаты, но Лу, заботясь о его благополучии, уходит и убеждает Рубена вернуться в приют.
Рубен начинает в приюте новую жизнь. Он изучает американский язык жестов, много пишет, чтобы привыкнуть к постоянной тишине, даёт уроки игры на барабанах группе детей и их учительнице Диане. Лу тем временем экспериментирует с собственной музыкой в Париже. Рубен продаёт свои барабаны, всё музыкальное оборудование и кемпер, а вырученные деньги тратит на операцию по установке кохлеарных имплантов. Из приюта ему приходится уехать: по словам Джо, это убежище основано на вере в то, что глухота не является помехой.
После активации имплантов Рубен снова может слышать, но раздражающее искажение звуков мешает вернуться к прежней жизни. Герой прилетает в Париж, чтобы встретиться с Лу в доме её богатого отца Ричарда. Тот принимает Рубена, так как признаёт, несмотря на неприязнь к нему, что он сделал Лу счастливой. На вечеринке в честь дня рождения Лу и её отец выступают дуэтом, но импланты Рубена мешают ему в полной мере наслаждаться представлением. Он говорит Лу, что та спасла ему жизнь, Лу отвечает, что и Рубен тоже её спас. На следующее утро Рубен собирает свои вещи и уходит, пока Лу спит. Снова страдая от искажений звуков, он садится на скамейке и снимает заушные речевые процессоры, продолжая сидеть в тишине.

## В ролях
- Риз Ахмед — Рубен Стоун
- Оливия Кук — Лу Бергер
- Пол Рейси — Джо
- Лорен Ридлофф — Диана
- Матьё Амальрик — Ричард Бергер, отец Лу

## Релиз и оценки
Премьера «Звука металла» состоялась 6 сентября 2019 года на кинофестивале в Торонто. Выход в театральный прокат, запланированный на 14 августа 2020 года, был перенесён на 20 ноября, а 4 декабря того же года картина появилась на Amazon Prime Video.
На сайте-агрегаторе отзывов Rotten Tomatoes «Звук металла» получил рейтинг 97 % при средней оценке 8,2 из 10. Критики с этого ресурса охарактеризовали фильм как «выразительный взгляд на жизнь сообщества глухих, воплощённый в страстном исполнении Риза Ахмеда». На Metacritic картина получила среднюю оценку 82 из 100, что указывает на «всеобщее признание».
Кларисса Лоури из The Independent дала «Звуку металла» четыре звезды из пяти, высоко оценив режиссуру Мардера и игру Ахмеда. Жаннет Катсулис из New York Times сочла фильм «недописанным и драматически приглушённым», но похвалила игру Ахмеда и звуковое оформление от Николаса Беккера. Марк Кермуд из The Guardian написал в своей рецензии о «поразительном правдоподобии» режиссуры и назвал выступление Ахмеда лучшим в его карьере. Питер Брэдшоу (тоже из The Guardian) отметил, что Ахмед придал фильму «энергию и смысл», но критически отозвался о сюжете. По его словам, сценарий «возможно, пытается сделать слишком много» и «втискивает длинную историю всего в несколько месяцев». Обозреватель Empire Ян Фрир похвалил звуковое оформление, назвал фильм «мощным, но чувствительным исследованием так называемой инвалидности, которая бросает вызов предубеждениям в продуманной, но провокационной манере». Дэвид Фиар из Rolling Stone написал, что фильм «погружает зрителя в бесшумный мир, но именно звезда заставляет его говорить о многом громко и ясно». Рецензент с веб-сайта The Pit, посвященного металлу, раскритиковал то, как в фильме показана тема металлической музыки.
Егор Козкин с «Фильм.ру» написал в рецензии о «фантастически проделанной работе звукооператоров», «прорывном образе» Пола Рэйси, «реалистичной и пристальной», как никогда, работе Риза Ахмеда. Для рецензента «Кино-театр.ру» Наталии Григорьевой «Звук металла» — «стандартная драма, созданная по всем канонам и обреченная на успех по части наград и в целом на неплохую кассу в широком прокате».
В конце 2020 года «Звук металла» вошёл в десятку лучших фильмов от 52 кинокритиков, заняв девятую позицию. В пяти списках он занял первое место, в семи — второе.

## Награды и номинации
| Награда                                      | Дата вручения   | Категория                                 | Номинанты и получатели                                                                       | Результат    | П.     |
| -------------------------------------------- | --------------- | ----------------------------------------- | -------------------------------------------------------------------------------------------- | ------------ | ------ |
| Кинофестиваль в Цюрихе                       | 6 октября 2020  | Лучший международный фильм                | «Звук металла»                                                                               | Победа       | [ 17 ] |
| Премия Общества кинокритиков Бостона         | 13 декабря 2020 | Лучший актёр                              | Риз Ахмед                                                                                    | Второе место | [ 18 ] |
| Премия Общества кинокритиков Бостона         | 13 декабря 2020 | Лучший актёр второго плана                | Пол Рейси                                                                                    | Победа       | [ 18 ] |
| Ассоциация кинокритиков Лос-Анджелеса        | 20 декабря 2020 | Лучший актёр                              | Риз Ахмед                                                                                    | Второе место | [ 19 ] |
| Ассоциация кинокритиков Лос-Анджелеса        | 20 декабря 2020 | Лучший актёр второго плана                | Пол Рейси                                                                                    | Второе место | [ 19 ] |
| Ассоциация кинокритиков Чикаго               | 21 декабря 2020 | Лучший актёр                              | Риз Ахмед                                                                                    | Номинация    | [ 20 ] |
| Ассоциация кинокритиков Чикаго               | 21 декабря 2020 | Лучший актёр второго плана                | Пол Рейси                                                                                    | Победа       | [ 20 ] |
| Альянс женщин-киножурналистов                | 4 января 2021   | Лучший актёр                              | Риз Ахмед                                                                                    | Номинация    | [ 21 ] |
| Национальное общество кинокритиков США       | 9 января 2021   | Лучший актёр                              | Риз Ахмед                                                                                    | Второе место | [ 22 ] |
| Национальное общество кинокритиков США       | 9 января 2021   | Лучший актёр второго плана                | Пол Рейси                                                                                    | Победа       | [ 22 ] |
| Премия «Готэм»                               | 11 января 2021  | Лучший актёр                              | Риз Ахмед                                                                                    | Победа       | [ 23 ] |
| Общество кинокритиков Сан-Диего              | 11 января 2021  | Лучший актёр                              | Риз Ахмед                                                                                    | Победа       | [ 24 ] |
| Общество кинокритиков Сан-Диего              | 11 января 2021  | Лучший актёр второго плана                | Пол Рейси                                                                                    | Победа       | [ 24 ] |
| Общество кинокритиков Сан-Диего              | 11 января 2021  | Лучшая актриса второго плана              | Оливия Кук                                                                                   | Номинация    | [ 24 ] |
| Общество кинокритиков Сан-Диего              | 11 января 2021  | Лучший фильм                              | «Звук металла»                                                                               | Второе место | [ 24 ] |
| Общество кинокритиков Сан-Диего              | 11 января 2021  | Лучший режиссер                           | Дариус Мардер                                                                                | Номинация    | [ 24 ] |
| Общество кинокритиков Сан-Диего              | 11 января 2021  | Лучший оригинальный сценарий              | Дариус Мардер, Авраам Мардер и Дерек Сианфранс                                               | Второе место | [ 24 ] |
| Общество кинокритиков Сан-Диего              | 11 января 2021  | Выдающийся прорыв                         | Риз Ахмед                                                                                    | Второе место | [ 24 ] |
| Общество кинокритиков Сан-Диего              | 11 января 2021  | Лучшее использование музыки               | «Звук металла»                                                                               | Номинация    | [ 24 ] |
| Ассоциация кинокритиков Сент-Луиса           | 28 января 2021  | Лучший актёр                              | Риз Ахмед                                                                                    | Номинация    | [ 25 ] |
| Ассоциация кинокритиков Сент-Луиса           | 28 января 2021  | Лучший актёр второго плана                | Пол Рейси                                                                                    | Победа       | [ 25 ] |
| Общество кинокритиков Хьюстона               | 18 января 2021  | Лучший актёр                              | Риз Ахмед                                                                                    | Победа       | [ 26 ] |
| Общество кинокритиков Хьюстона               | 18 января 2021  | Выдающееся кинематографическое достижение | «Звук металла» (за звуковой дизайн)                                                          | Победа       | [ 26 ] |
| Национальный совет кинокритиков США          | 26 января 2021  | Десять лучших фильмов 2020                | «Звук металла»                                                                               | Победа       | [ 27 ] |
| Национальный совет кинокритиков США          | 26 января 2021  | Лучший актёр                              | Риз Ахмед                                                                                    | Победа       | [ 27 ] |
| Национальный совет кинокритиков США          | 26 января 2021  | Лучший актёр второго плана                | Пол Рейси                                                                                    | Победа       | [ 27 ] |
| Спутник                                      | 15 февраля 2021 | Лучший фильм                              | «Звук металла»                                                                               | Номинация    | [ 28 ] |
| Спутник                                      | 15 февраля 2021 | Лучший режиссёр                           | Дариус Мардер                                                                                | Номинация    | [ 28 ] |
| Спутник                                      | 15 февраля 2021 | Лучший актёр — кинофильм                  | Риз Ахмед                                                                                    | Победа       | [ 28 ] |
| Спутник                                      | 15 февраля 2021 | Лучший звук                               | Филипп Блад, Николас Беккер, Хайме Бакшт, Мишель Куттоленк, Карлос Кортес и Каролина Сантана | Победа       | [ 28 ] |
| Общество кинокритиков Сиэтла                 | 15 февраля 2021 | Лучший актёр                              | Риз Ахмед                                                                                    | Победа       | [ 29 ] |
| Общество кинокритиков Сиэтла                 | 15 февраля 2021 | Лучший актёр второго плана                | Пол Рейси                                                                                    | Номинация    | [ 29 ] |
| Общество кинокритиков Сиэтла                 | 15 февраля 2021 | Лучший фильм года                         | «Звук металла»                                                                               | Номинация    | [ 29 ] |
| Премия Американского института киноискусства | 26 февраля 2021 | 10 лучших фильмов года                    | «Звук металла»                                                                               | Победа       | [ 30 ] |
| Золотой глобус                               | 28 февраля 2021 | Лучший актёр — драма                      | Риз Ахмед                                                                                    | Номинация    | [ 31 ] |
| Премия AACTA                                 | 5 марта 2021    | Лучший международный актёр                | Риз Ахмед                                                                                    | Номинация    | [ 32 ] |
| Ассоциация голливудских критиков             | 5 марта 2021    | Лучший фильм                              | «Звук металла»                                                                               | Номинация    | [ 33 ] |
| Ассоциация голливудских критиков             | 5 марта 2021    | Лучший актёр                              | Риз Ахмед                                                                                    | Номинация    | [ 33 ] |
| Ассоциация голливудских критиков             | 5 марта 2021    | Лучший актёр второго плана                | Пол Рейси                                                                                    | Победа       | [ 33 ] |
| Ассоциация голливудских критиков             | 5 марта 2021    | Прорыв года                               | Пол Рейси                                                                                    | Победа       | [ 33 ] |
| Ассоциация голливудских критиков             | 5 марта 2021    | Лучший режиссёр-мужчина                   | Дариус Мардер                                                                                | Победа       | [ 33 ] |
| Ассоциация голливудских критиков             | 5 марта 2021    | Лучший оригинальный сценарий              | Дариус Мардер и Авраам Мардер                                                                | Номинация    | [ 33 ] |
| Ассоциация голливудских критиков             | 5 марта 2021    | Лучший первый фильм                       | Дариус Мардер                                                                                | Номинация    | [ 33 ] |
| Выбор критиков                               | 7 марта 2021    | Лучший фильм                              | «Звук металла»                                                                               | Номинация    | [ 34 ] |
| Выбор критиков                               | 7 марта 2021    | Лучший актёр                              | Риз Ахмед                                                                                    | Номинация    | [ 34 ] |
| Выбор критиков                               | 7 марта 2021    | Лучший актёр второго плана                | Пол Рейси                                                                                    | Номинация    | [ 34 ] |
| Выбор критиков                               | 7 марта 2021    | Лучший оригинальный сценарий              | Дариус Мардер и Авраам Мардер                                                                | Номинация    | [ 34 ] |
| Выбор критиков                               | 7 марта 2021    | Лучший монтаж                             | Миккел Е. Г. Нилсен                                                                          | Победа       | [ 34 ] |
| Премия Гильдии сценаристов США               | 21 марта 2021   | Лучший оригинальный сценарий              | Дариус Мардер и Авраам Мардер                                                                | Номинация    | [ 35 ] |
| Премия Гильдии продюсеров США                | 24 марта 2021   | Лучший продюсер фильма                    | Берт Хэмилинк и Саша Бен Хэррош                                                              | Номинация    | [ 36 ] |
| Премия Гильдии киноактёров США               | 4 апреля 2021   | Лучший актёр                              | Риз Ахмед                                                                                    | Номинация    | [ 37 ] |
| Премия Гильдии режиссёров Америки            | 10 апреля 2021  | Лучший режиссёр дебютного фильма          | Дариус Мардер                                                                                | Победа       | [ 38 ] |
| BAFTA                                        | 11 апреля 2021  | Лучший актёр                              | Риз Ахмед                                                                                    | Номинация    | [ 39 ] |
| BAFTA                                        | 11 апреля 2021  | Лучший актёр второго плана                | Пол Рейси                                                                                    | Номинация    | [ 39 ] |
| BAFTA                                        | 11 апреля 2021  | Лучший монтаж                             | Миккел И. Г. Нилсен                                                                          | Победа       | [ 39 ] |
| BAFTA                                        | 11 апреля 2021  | Лучший звук                               | Джейми Бакшт, Николас Бекер, Филлип Блад, Карлос Кортес, Мишель Куттолан                     | Победа       | [ 39 ] |
| Премия Американской ассоциации монтажёров    | 17 апреля 2021  | Лучший монтаж драматического фильма       | Миккел И. Г. Нилсен                                                                          | Номинация    | [ 40 ] |
| «Независимый дух»                            | 22 апреля 2021  | Лучший первый фильм                       | «Звук металла»                                                                               | Победа       | [ 41 ] |
| «Независимый дух»                            | 22 апреля 2021  | Лучший актёр                              | Риз Ахмед                                                                                    | Победа       | [ 41 ] |
| «Независимый дух»                            | 22 апреля 2021  | Лучший актёр второго плана                | Пол Рейси                                                                                    | Победа       | [ 41 ] |
| Оскар                                        | 25 апреля 2021  | Лучший фильм                              | Берт Хамелиник и Саша Бен Харрош                                                             | Номинация    | [ 42 ] |
| Оскар                                        | 25 апреля 2021  | Лучшая мужская роль                       | Риз Ахмед                                                                                    | Номинация    | [ 42 ] |
| Оскар                                        | 25 апреля 2021  | Лучшая мужская роль второго плана         | Пол Рейси                                                                                    | Номинация    | [ 42 ] |
| Оскар                                        | 25 апреля 2021  | Лучший оригинальный сценарий              | Дариус Мардер, Абрахам Мардер и Дерек Сиенфрэнс                                              | Номинация    | [ 42 ] |
| Оскар                                        | 25 апреля 2021  | Лучший монтаж                             | Миккель Э. Г. Нильсен                                                                        | Победа       | [ 42 ] |
| Оскар                                        | 25 апреля 2021  | Лучший звук                               | Николас Беккер, Хайме Бакшт, Мишель Куттоленк, Карлос Кортес и Филип Блад                    | Победа       | [ 42 ] |